# Troisième République (république démocratique du Congo)
Pour les articles homonymes, voir Troisième République.
Depuis le 18 février 2006
(19 ans, 4 mois et 26 jours)
Entités précédentes :
- Gouvernement de transition

La Troisième République, officiellement la République démocratique du Congo, a débuté le 18 février 2006 avec la promulgation de la Constitution approuvée par le référendum du 18 décembre 2005, et validé par la Cour suprême le 4 février 2006. 
Certaines des dispositions précédemment établies sous le Gouvernement de transition, le régime en vigueur précédemment depuis le 30 juin 2003, restent provisoirement d'application jusqu'à mise en œuvre des dispositions de la Constitution.

## Chronologie

### 2006
- 18 février : promulgation de la Constitution de la Troisième République[1]
- 30 juillet : premier tour de l'élection présidentielle
- 20 août : publication des résultats provisoires du premier tour de l'élection présidentielle par la Commission électorale indépendante. Première altercation entre les forces de Joseph Kabila et de Jean-Pierre Bemba
- 31 août : publication des résultats officiels du premier tour de l'élection présidentielle par la Commission électorale indépendante. Joseph Kabila et Jean-Pierre Bemba accèdent au second tour.
- 29 octobre : second tour de l'élection présidentielle
- 11 novembre : Deuxième altercation entre les forces de Kabila et Bemba.
- 15 novembre : publication des résultats provisoires de l'élection présidentielle par la Commission électorale indépendante
- 27 novembre : proclamation des résultats officiels de l'élection présidentielle par la Commission électorale indépendante. Joseph Kabila déclaré vainqueur
- 6 décembre : prestation de serment du nouveau président de la République, Joseph Kabila
- 30 décembre : nomination d'Antoine Gizenga comme Premier ministre

### 2007
Voir aussi : Chronologie du Gouvernement Gizenga
- 19 janvier : élection sénatoriale
- 20 janvier : publication des résultats provisoires de l'élection sénatoriale par la Commission électorale indépendante
- début février : émeutes dans le Bas-Congo
- 6 février : formation du Gouvernement dirigé par Antoine Gizenga
- 22 mars : Troisième altercation entre les forces de Joseph Kabila et de Jean-Pierre Bemba
- 11 avril : Jean-Pierre Bemba quitte le pays
- 1er août : Mort subite de Samba Kaputo, principal collaborateur du Président Joseph Kabila
- 6 septembre : reprise en main de la région de Sake au Nord-Kivu par la MONUC à la suite des altercations depuis fin août entre l'armée régulière et les troupes de Laurent Nkunda. Les affrontements provoquent l'exode de milliers de réfugiés.

### Elections de 2011
- 28 novembre : élection présidentielle ,élections législatives  et élections provinciales.

### Elections de 2018
- 30 décembre [2]: élection présidentielle, élections législatives et élections provinciales.
- 10 janvier 2019 : Proclamation des résultats officiels de l'élection présidentielle par la Commission électorale nationale indépendante (CENI). Félix Tshisekedi est déclaré vainqueur[3].
- 20 janvier 2019: La victoire de Félix Tshisekedi est confirmée par la Cour constitutionnelle[4]
- 24 janvier 2019 : Prestation de serment de Tshisekedi  au Palais de la Nation à Kinshasa[5]

### Elections de 2023
- 20 décembre : Tenue des scrutins pour les élections présidentielle, législatives, provinciales et locales[6]
- 31 décembre : Publication des résultats complets provisoires de l'élection présidentielle par la CENI. Félix Tshisekedi est déclaré vainqueur[7].
- 9 janvier 2024 : La victoire de Félix Tshisekedi est confirmée par la Cour constitutionnelle[8]
- 20 janvier 2024 : Investiture de Tshisekedi pour son second mandat de président de la république démocratique du Congo au stade des Martyrs à Kinshasa[6].